# مونتموريلونيت
مونتموريلونايت هي مجموعة من المعادن السيليكاتية التي تشكل عادة في بلورات مجهرية مشكلة الطين. سميت بهذا الاسم تيمنا باسم بلدية مونتموريلون في فرنسا.يعتبر المونتموريلونايت عضواً من مجموعة السميكتايت وهو عبارة عن 1:2 طين.
و يعني هذا ان لديها ورقتين رباعيات السطوح يقتحمهما في الوسط ورقة مركزية ثمانية السطوح، وتكون الجسيمات على شكل لوحة بمتوسط قطر يبلغ حوالي 1 ميكرون، ومن أعضاء هذه المجموعة السابونايت.
يعد المونتموريلونايت فئة فرعية من السمكتايت، 1:2معدن الفيلوسميكتايت الذي يتميز بأنه أكثر من 50% من الشحنة توجد على الورقة ثمانية السطوح، ومن المقرر أن قدرة المونتموريلونايت على تبادل الشحنات تعود إلى التبادل المتماثل للمغنيسيوم بالألمنيوم في السطح الجبسي.
بالمقابل يعد البيدليت مكتيت مع أكثرمن 50% من الشحنة مصدرها الاستبدال المتماثل
يتغير محتوى المونتموريلونايت من الماء، ويزيد في الحجم إلى حد كبير عندما يمتص الماء.
كيميائيا هو عبارة عن (Na,Ca)0.33(Al,Mg)2(Si4O10)(OH)2•nH2O سيليكيت هيدروكسيد الصوديوم كالسيوم المنيوم مغنيسيوم.
يعتبر الحديد والبوتاسيوم والعناصر الأخرى موجبة الشحنة تفرعات أخرى، تختلف نسب الايونات الموجبة حسب مصدر
الاستخراج.وفي كثير من الاحيان يحدث اختلاط المونموريلونايت مع الكلورايت، مسكوفيت، الاليت، الكوكيت والكولنيت.

## ظروف الكهف
يمكن للمونتموريلونايت أن يتركز ويتكون ضمن بيئات الكهف، ويمكن للتجوية الهوائية في الكهف ان تترك وراءها تراكيز من سيليكات الالمنيوم التي وجدت داخل الحجر الأساس، ويمكن للمونتموريلونايت ان يتشكل ببطء داخل محلول سيليكات الألمنيوم.حيث أن التراكيز العالية من البيكربونات والفترة الزمنية الطويلة تساعد أيضا على تشكيل المونتموريلونايت.
بعد ذلك يمكن للمونتموريلونايت أن يتحول إلى الباليجروسكيت تحت الظروف الجافة، وإلى هالويسيت 10-أ في الظروف الحمضية (الرقم الهيدروجيني 5 أو اقل).وبإمكان هالوسيت 10-أ المزيد من التحول إلى هالوسيت 7-أ عن طريق التجفيف.

## الاستخدامات

تركيب المونتموريلونايت

يستخدم المونتموريلونايت في التنقيب عن النفط كعنصر من عناصر طين الحفر مما يجعل الطين لزج، مما يساعد على بقاء آلة الحفر باردة، وكذلك تساعد على إزالة المواد الصلبة المحفورة.
يستخدم أيضاً كمادة مضافة للأتربة لتحافظ التربة المعرضة إلى الجفاف على المياه، ويستخدم أيضاً لبناء السدود الترابية، ومنع تسرب السوائل كما أنه يستخدم كعنصر من عناصر الرمل المسبك، ويستخدم كمجفف لإزالة الرطوبة من الهواء والغازات.
يستخدم طين المونتموريلونايت على نطاق واسع في عمليات التحفيز، وقد استخدمت محفزات التكسير التحفيزي طين المونتموريلونايت لأكثر من 60 عامً أماعن المحفزات القاعدية الأخرى فقد استخدمت طين المونتموريلونايت المعالج بالحمض.
على غرار العديد من أنواع الطين الأخرى، يتضخم حجم المونتموريلونايت مع إضافة الماء ومع ذلك بعض أنواع المونتموريلونايت تتوسع أكثر بكثير من أنواع الطين الأخرى بسبب اختراق المياه للمسافات البينية الجزيئية للمونتموريلونايت والامتزاز الذي يصاحب ذلك يرجع سبب مقدار التوسع إلى حد كبير إلى نوع من الايونات الموجبة الموجودة في العينة.
وجود الصوديوم كأيون موجب تبادلي سائد يؤدي إلى تمدد حجم الطين لعدة مرات حجمه الأصلي، وبالتالي يتم استخدام مونتموريلونايت الصوديوم في العوامل الغير ناسفة المستخدمة لتحطيم الصخور في المحاجر الطبيعية للحد من كمية النفايات أو لحد من الهياكل الخرسانية حيث استخدام العبوات الناسفة غير مقبول.
جعلت خاصية التضخم البنتونيت المحتوية على المونتموريلونايت مفيدة كسداد حلقي أو سد لآبار المياه وأيضا كبطانة واقية لمدافن النفايات.
وهناك استخدامات أخرى تتضمن استخدامه، كمضاد للزوجة في علف الحيوانات وفي صناعة الورق للحد من تشكيل الرواسب، وكمكون لأهداف الاحتجاز والصرف يتم استخدام المونتموريلونايت في مستحضرات التجميل.
ويمكن أيضاً استخدام مسحوق المونتموريلونايت الناعم كزغب في البرك، حيث يتم قذف المسحوق على سطح المياه فيسقط فيها، مما يجعل المياه تبدو غائمة، ويقوم جذب الجزيئات الدقيقة في الماء ثم تستقر في الاسفل مما يعمل على تنظيف الماء.
تتغذى بعض أنواع الاسماك على الكتل المترسبة مما يساعد على هضم الاسماك.
يتم شراء هذا المسحوق من المحلات المخصصة لبيع اغراض البرك.
يستخدم مونتموريلونايت الصوديوم أيضاً كقاعدة لبعض منتجات فضلات القطط بسبب خاصيتي الامتزاز والتكتل.

### منتجات الطين المكلس
يمكن تكليس المونتموريلونايت ليكون ارسيليت، وهي عبارة عن طين مكلس ذو مسامية عالية تستخدم كمادة مكيفة للتريه في الملاعب وفي منتجات التربة الأخرى مثل تربة البونساي كبديل للاكاداما

### الطب والصيدلة
تعتبر المونتموريلونايت فعالة كمادة ممتصة للمعادن الثقيلة.
وللإستخدام الخارجي، استخدمت لعلاج التهاب الجلد التماسي.

### أغذية الحيوانات الأليفة
يضاف طين المونتموريلونايت لبعض أطعمة الكلاب والقطط لمكافحة التكتل؛ ولأنه قد يقدم بعض المقاومة للسموم البيئية
على الرغم من أن الأبحاث حول هذا الموضوع ليست قاطعة حتى الآن.

## الاكتشاف
وصف المونتموريلونايت لأول مرة عام 1847 في مونتموريلون قسم فيين في فرنسا (2), قبل اكتشاف البينتونيت في
الولايات المتحدة بأكثر من 50 عام.وجد المونتموريلونايت في العديد من المواقع في جميع انحاء العالم تعرف بأسماء أخرى.

## تنظيم الدهون
يعرف المونتموريلونايت ايضاً بأنه يؤدي إلى تجميع المذيلات (كريات الدهن) في حويصلات، وهذه المركبات تمثل غشاء الخلايا في العديد من الخلايا، ويمكن أن يساعد أيضاً النيوكليوتيدات في التجمع لتكوين الحامض النووي الريبي الذي سينتهي داخل الحويصلات، ويمكن لهذا أن ينشئ بوليمرات الحامض النووي الريبي المعقدة للغاية التي تعيد إنتاج الحمض النووي الريبي المحاصر في الحويصلات.
أدت هذه العملية إلى معرفة أصل الحياة على الأرض. وجدت أيضاً المعادن الشبيهة بالمونتموريلونايت على كوكب المريخ.